# Hybogasteraceae
Hybogasteraceae is een botanische naam voor een familie van schimmels. Volgens de Index Fungorum bestaat de familie uit een geslacht, namelijk Hybogaster. Het is alleen bekend uit het zuiden van Chili en geassocieerd met levende Nothofagus-bomen.